# Doc Johnson
Doc Johnson — калифорнийская компания, производящая секс-игрушки. Была основана в 1976 году Рубеном Штурманом с Роном Браверманом во главе. Управляется Роном Браверманом и его сыном Чадом Браверманом.

## Описание
Это одна из крупнейших компаний секс-игрушек в мире, и они производят большую часть своей продукции на своем заводе в Северном Голливуде, штат Калифорния. Начиная с 2012 года в нём работает более 500 человек, и журнал Los Angeles Magazine описал компанию как «Procter & Gamble секс-игрушек».

## Линия товаров
Среди других товаров, она выпускает продукцию, смоделированную по анатомии известных порноактёров, таких как Джефф Страйкер, Дженна Джеймсон, Саша Грей, Саванна Сэмсон, Дэни Дэниелс, Вики Ветте, Миа Малкова, Блэр Уильямс, Принц Иешуа, Чери Девилль, Джулия Энн, Джесси Эндрюс, Белладонна, Фэй Рейган, Реми Лакруа, Чарли Чейз, Бель Нокс, Дана Деармонд, Лекси Белл, Лили Лабо, Мисси Мартинес, Софи Ди, Бобби Старр, Кристина Роуз, Кимберли Кейн, Фэй Рейган, Джули Эштон, Венди Уильямс, Бриана Бэнкс, Мистер Маркус, Меган Мэлон, Джон Холмс, Мэри Кэри, Лила Стар, Бри Беннетт, Эштон Мур и Маккензи Ли.

## Дистрибуция
Товары Doc Johnson распространяются по всему миру и доступны через различные магазины, такие как Adam & Eve, Amazon, и продовольственные и аптечные магазины Walgreens.